# Bacillus cytotoxicus
Bacillus cytotoxicus ist ein fakultativ anaerobes Bakterium aus der Bacillus cereus Gruppe. Wenn freier Sauerstoff vorhanden ist (aerobe Bedingungen) zeigt es schnelleres Wachstum. Es bildet Endosporen.
Der Typstamm wurde bei einem schweren Fall von Lebensmittelvergiftungen in Frankreich isoliert. Von allen Bakterien der Bacillus cereus Gruppe ist er verwandtschaftlich am weitesten entfernt. Ein Polymorphismus im cytK-Gen macht ihn molekularbiologisch unterscheidbar und gleichzeitig stärker cytotoxisch als andere Vertreter der Gruppe. Auf Mossel Medium zeigt sich ein für B. cereus untypisch kleiner Präzipitathof. Wachstum findet von 20 bis 50 °C statt, wobei das beste Wachstum bei 30 bis 37 °C erfolgt. Dies kann ebenfalls zur Differenzierung herangezogen werden. Die Differenzialdiagnostik kann zudem mittels FTIR-Spektrometer und künstlichen neuronalen Netzwerken erfolgen. In Instantpulver für Kartoffelpüree und anderen dehydrierten Kartoffelprodukten findet sich eine hohe Prävalenz von Bacillus cytotoxicus. Andere getrocknete Lebensmittel sind ebenfalls übermäßig häufig belastet.